# 克拉克縣 (維吉尼亞州)
克拉克縣（英語：Clarke County）是美国弗吉尼亚州東部的一個縣，北鄰西維吉尼亞州，面積462平方公里。根據2020年美國人口普查，共有人口14,783人。縣治貝里維爾（Berryville）。該縣成立於1836年，縣名紀念美國獨立戰爭將領乔治·罗杰斯·克拉克。